# Jiří Raška
Jiří Raška (* 4. Februar 1941 in Frenštát pod Radhoštěm; † 20. Januar 2012 in Nový Jičín) war ein tschechoslowakischer Skispringer und tschechischer Skisprungtrainer. Er war der erste tschechoslowakische Goldmedaillengewinner bei Olympischen Winterspielen.

## Leben
Raška wurde im damals deutsch besetzten Protektorat Böhmen und Mähren geboren. Als er neun Jahre alt war, starb sein Vater an Leukämie und seine Mutter hatte für vier Kinder zu sorgen. Zum Skispringen kam er durch seinen Onkel Rudolf Raška und seinen Cousin Zdeněk Bartoš, die beide aktive Springer waren. Daneben war er auch im Fußball, Radsport und Handball aktiv.
Als junger Springer kam Raška in die legendäre Gruppe Remza Boys des Trainers Zdeněk Remsa. Als seiner angehenden Karriere durch die Einberufung zum Militärdienst im Böhmerwald ein frühes Ende drohte, sorgte Remsa für den Wechsel zum Armeeklub Dukla Liberec. 1964 war Jiří Raška bereits Ersatzmann bei den Olympischen Spielen von Innsbruck.
Nach zwei vierten Plätzen bei der Nordischen Skiweltmeisterschaft 1966 in Oslo, dem Sieg beim Skifliegen in Planica am 27. März 1966 und dem zweiten Platz bei der Vierschanzentournee 1967/68 fuhr er als Favorit zu den Olympischen Winterspielen 1968 in Grenoble. Dort gewann er die Goldmedaille auf der Normal- und Silber auf der Großschanze und war mit diesem Erfolg der erste tschechoslowakische Goldmedaillengewinner bei Olympischen Winterspielen. Da zu dieser Zeit noch die Wettkämpfe im Rahmen der Olympischen Spiele als Nordische Skiweltmeisterschaften galten, wurde er mit diesen Erfolgen gleichzeitig Weltmeister und Vizeweltmeister. Im gleichen Jahr gelang es ihm, 6 Springen in Folge zu gewinnen. 1970 errang er bei der Nordischen Skiweltmeisterschaft in Štrbské Pleso noch einmal die Silbermedaille und belegte auf der Normalschanze den 8. Platz. Dazu kamen mehr als 100.000 Zuschauer, um ihn zu sehen.
Am 22. März 1969 war er für einen Tag Weltrekordhalter im Skifliegen, als er auf der neuen Schanze in Planica mit 164 m den Norweger Bjørn Wirkola um 4 m übertrumpfte. Einen Tag später sprang Manfred Wolf mit 165 m neuen Weltrekord.
Raška gewann die Vierschanzentournee 1970/71, nachdem er in den beiden Vorjahren jeweils den zweiten Platz belegt hatte. Bei der 1972 erstmals ausgetragenen Skiflug-Weltmeisterschaft wurde er mit einer persönlichen Bestweite von 144 m Dritter. Bei den Olympischen Winterspielen 1972 in Sapporo belegte er den 5. Platz auf der Normal- und den 10. Platz auf der Großschanze.
1974 wurde Raška Trainer, sprang aber weiter. Er erklärte, erst mit dem Springen aufzuhören, wenn der erste Junior ihn schlagen würde. Das gelang František Novák im Jahr 1976. 1979 nahm Raška das letzte Mal an einem Seniorenspringen teil.
Zwischen 1994 und 1996 war er tschechischer Co-Nationaltrainer, zeitweise zusammen mit Jiří Malec. In den 1990er Jahren trainierte er die tschechische Junioren-Nationalmannschaft und war stellvertretender Vorsitzender des tschechischen Skiverbandes.
Sein Sohn Jiří (* 1967) sowie seine Enkel Jan und Jiří Mazoch waren ebenfalls Skispringer.

## Ehrungen
- In einer Umfrage des tschechischen  Skiverbandes wurde er als ein tschechischer Skiläufer des Jahrhunderts gewählt.
- Am 28. Oktober 2011 verlieh ihm der Präsident der Tschechischen Republik Václav Klaus die tschechische Verdienstmedaille.

## Sonstiges
- Für seinen Olympiasieg erhielt er heimlich 10.000 Kčs und ein Fernsehgerät. Auf Grund seines Amateurstatus musste er das Auto Škoda 1100 MB offiziell ablehnen. Er benutzte es für ein Jahr mit einem Werkskennzeichen und kaufte es dann verbilligt.
- Raška unterzeichnete 1968 das Manifest der 2000 Worte.
- Der erste Olympiasieg für die Tschechoslowakei bei Olympischen Winterspielen inspirierte den Schriftsteller Ota Pavel zu einem „Märchen über Raška“.

## Erfolge

### Weltrekorde
| #  | Schanze                         | Ort     | Land        | Weite   | aufgestellt am | Rekord bis    |
| -- | ------------------------------- | ------- | ----------- | ------- | -------------- | ------------- |
| 65 | Velikanka bratov Gorišek (K153) | Planica | Jugoslawien | 156,0 m | 22. März 1969  | 22. März 1969 |
| 67 | Velikanka bratov Gorišek (K153) | Planica | Jugoslawien | 164,0 m | 22. März 1969  | 23. März 1969 |

### Schanzenrekorde
| Schanze                         | Ort                    | Land        | Weite   | aufgestellt am | Rekord bis     |
| ------------------------------- | ---------------------- | ----------- | ------- | -------------- | -------------- |
| Bloudkova velikanka (K120)      | Planica                | Jugoslawien | 129,0 m | 25. März 1966  | 27. März 1966  |
| Bloudkova velikanka (K120)      | Planica                | Jugoslawien | 130,0 m | 27. März 1966  | 23. März 1973  |
| Velikanka bratov Gorišek (K153) | Planica                | Jugoslawien | 148,0 m | 21. März 1969  | 21. März 1969  |
| Große Olympiaschanze            | Garmisch-Partenkirchen | Deutschland | 97,0 m  | 1. Januar 1971 | 1. Januar 1979 |